# Injektive Auflösung
Im mathematischen Gebiet der Kategorientheorie und der homologischen Algebra ist eine injektive Auflösung eine lange exakte Sequenz aus injektiven Objekten, die mit einem gegebenen Objekt beginnt.

## Definition
Formal sei {\displaystyle C} eine abelsche Kategorie und {\displaystyle A} ein Objekt aus {\displaystyle C}.
Dann heißt eine lange exakte Sequenz der Form
{\displaystyle 0\rightarrow A\rightarrow I_{0}\rightarrow I_{1}\rightarrow I_{2}\rightarrow \cdots }
injektive Auflösung von {\displaystyle A}, wenn sämtliche {\displaystyle I_{i}} injektiv sind.

## Existenz
Ist in der abelschen Kategorie {\displaystyle C} jedes Objekt Unterobjekt eines injektiven Objektes,
d. h. gibt es zu jedem Objekt {\displaystyle X\in \operatorname {Ob} (C)} einen Monomorphismus {\displaystyle X\rightarrow I}, wobei {\displaystyle I} injektiv ist, so sagt man auch, {\displaystyle C} besitze genügend viele injektive Objekte. Ein wichtiges Beispiel solcher Kategorien ist die Kategorie der Links-Moduln über einem Ring.
Unter diesen Bedingungen gibt es auch zu jedem Objekt {\displaystyle A} eine injektive Auflösung.
Zunächst existiert nämlich nach Voraussetzung ein Monomorphismus {\displaystyle i_{0}:A\rightarrow I_{0}}, 
dann weiter ein Monomorphismus {\displaystyle i_{1}:\operatorname {coker} (i_{0})\rightarrow I_{1}}
und dann per Induktion jeweils weiter {\displaystyle i_{n+1}:\operatorname {coker} (i_{n})\rightarrow I_{n+1}}.

## Eigenschaften
Ist
{\displaystyle 0\rightarrow A\rightarrow I_{0}\rightarrow I_{1}\rightarrow I_{2}\rightarrow \cdots }
eine injektive Auflösung und
{\displaystyle 0\rightarrow A'\rightarrow A'_{0}\rightarrow A'_{1}\rightarrow A'_{2}\rightarrow \cdots }
eine exakte Sequenz, so lässt sich jeder {\displaystyle C}-Homomorphismus {\displaystyle f:A'\rightarrow A} (nicht notwendigerweise eindeutig) zu einem kommutativen Diagramm
{\displaystyle {\begin{matrix}0\rightarrow &A'&\rightarrow &A'_{0}&\rightarrow &A'_{1}&\rightarrow &A'_{2}&\rightarrow \cdots \\&\downarrow &&\downarrow &&\downarrow &&\downarrow &\cdots \\0\rightarrow &A&\rightarrow &I_{0}&\rightarrow &I_{1}&\rightarrow &I_{2}&\rightarrow \cdots \\\end{matrix}}}
ergänzen. Eine wichtige Folgerung aus dieser Eigenschaft ist, dass je zwei injektive Auflösungen eines Objektes vom selben Homotopietyp sind.